# Centro Correccional Metropolitano (Nueva York)
El Centro Correccional Metropolitano, Nueva York (Metropolitan Correctional Center, New York o MCC New York) es una cárcel federal en Manhattan, la Ciudad de Nueva York. Como parte de la Agencia Federal de Prisiones (BOP por sus siglas en inglés), a partir de 2009, la cárcel tenía 750 prisioneros. Los prisioneros típicos son mafiosos, traficantes de drogas, y terroristas.
Inaugurado en 1975 en el barrio del Centro Cívico del Bajo Manhattan, MCC Nueva York fue la primera instalación de gran altura utilizada por la Oficina de Prisiones. Los presos son asignados a una de las 10 unidades de vivienda independientes y autónomas, lo que resulta en poco movimiento dentro de la instalación. En 2002, se informó ampliamente que MCC New York estaba severamente sobrepoblado.
El Los Angeles Times afirma que se llama a menudo la "Guantanamo de Nueva York", y el The New York Times afirma que las unidades de segregación administrativa tenían estrictos procedimientos de seguridad.

## Presos notables
- Jeffrey Epstein †[5]
- Ahmed Khalfan Ghailani[6]
- Joaquín Archivaldo Guzmán Loera ("El Chapo")[4]
- Bernie Madoff[1]
- Ross Ulbricht ("Dread Pirate Roberts")[7]
- Juan Orlando Hernández (“JOH”, expresidente de Honduras)
- Juan Carlos Bonilla Valladares ("Tigre Bonilla" Exjefe de la Policía Nacional de Honduras acusado de trabajar para el expresidente de Honduras y su hermano Tony Hernández )
- Dairo Antonio Úsuga ("Otoniel")